# العلاقات اليابانية التوفالية
العلاقات اليابانية التوفالية هي العلاقات الثنائية التي تجمع بين اليابان وتوفالو.

## مقارنة بين البلدين
هذه مقارنة عامة ومرجعية للدولتين:
| وجه المقارنة                                              | اليابان         | توفالو                         |
| --------------------------------------------------------- | --------------- | ------------------------------ |
| المساحة (كم2)                                             | 377.97 ألف      | 26                             |
| عدد السكان (نسمة)                                         | 126.79 مليون    | 11.19 ألف                      |
| الكثافة السكانية (ن./كم²)                                 | 335.45          | 43.04 ألف                      |
| العاصمة                                                   | طوكيو           | فونافوتي                       |
| اللغة الرسمية                                             | اللغة اليابانية | اللغة التوفالوية، لغة إنجليزية |
| العملة                                                    | ين ياباني       | دولار توفالو                   |
| الناتج المحلي الإجمالي (بليون دولار)                      | 4.87 تريليون    | 39.73 مليون                    |
| الناتج المحلي الإجمالي (تعادل القوة الشرائية) بليون دولار | 5.18 تريليون    | 38.93 مليون                    |
| الناتج المحلي الإجمالي الاسمي للفرد دولار أمريكي          | 34.52 ألف       | 3.29 ألف                       |
| الناتج المحلي الإجمالي للفرد دولار أمريكي                 | 36.62 ألف       | 3.77 ألف                       |
| مؤشر التنمية البشرية                                      | 0.903           |                                |
| رمز المكالمات الدولي                                      | +81             | +688                           |
| رمز الإنترنت                                              | .jp             | .tv                            |
| المنطقة الزمنية                                           | توقيت اليابان   | ت ع م+12:00                    |

## منظمات دولية مشتركة
يشترك البلدان في عضوية مجموعة من المنظمات الدولية، منها:
| علم المنظمة | اسم المنظمة                   | تاريخ انضمام اليابان | تاريخ انضمام توفالو |
| ----------- | ----------------------------- | -------------------- | ------------------- |
|             | يونسكو                        | 2 يوليو 1951         | 21 أكتوبر 1991      |
|             | بنك التنمية الآسيوي           | 1966                 | 1993                |
|             | منظمة حظر الأسلحة الكيميائية  | ?                    | ?                   |
|             | مؤسسة التنمية الدولية         | 27 ديسمبر 1960       | 24 يونيو 2010       |
|             | الاتحاد البريدي العالمي       | ?                    | ?                   |
|             | الاتحاد الدولي للاتصالات      | 29 يناير 1879        | 15 أغسطس 1996       |
|             | الأمم المتحدة                 | 18 ديسمبر 1956       | 5 سبتمبر 2000       |
|             | البنك الدولي للإنشاء والتعمير | 13 أغسطس 1952        | 24 يونيو 2010       |

## وصلات خارجية
- موقع وزارة الخارجية اليابانية